# Julius Saturninus
Julius Saturninus (? - 280?) was een Romeins usurpator (tegenkeizer).
Saturninus was mogelijk afkomstig uit Gallia en een goede vriend van keizer Probus. Hij was door hem tot gouverneur (of een andere hoge functie) van Syria benoemd in ca. 279.
In 280 of 281 wilden de troepen in Alexandrië hem tot keizer verheffen, volgens sommige bronnen tegen zijn zin. Al dan niet onder druk van zijn soldaten moet hij dan naderhand van gedachten zijn veranderd en de titel Augustus hebben aangenomen. Reeds in hetzelfde jaar stierf Saturninus echter, naar alle waarschijnlijkheid vermoord door zijn eigen soldaten. Probus had al plannen gemaakt om de opstand neer te slaan, maar hoefde deze nooit ten uitvoer te brengen.
Van Saturninus zijn welgeteld twee munten bekend, beiden aurei. Ze hebben als opschrift "Imp(erator) C(aesar) Iul(ius) Saturninus Aug(ustus)" op de voorkant met een portret, en op de achterkant godin Victoria. De munten zijn veel waard: in 1991 is een van de twee van eigenaar veranderd voor 180.000 Amerikaanse dollar.